# NGC 4156
NGC 4156 is een balkspiraalstelsel in het sterrenbeeld Jachthonden. Het hemelobject werd op 17 maart 1787 ontdekt door de Duits-Britse astronoom William Herschel.

## Synoniemen
- UGC 7173
- MCG 7-25-45
- ZWG 215.47
- KCPG 325
- PGC 38773